# Thrasher Skateboard Magazine
A Thrasher Skateboard Magazine é uma revista de publicação mensal sobre skate, fundada em 1981 por Kevin Thatcher e Fausto Vitello.
A revista voltada para o skate publica em suas edições, artigos (não se limitando ao skate mas tratando também de outros esportes) e entrevistas com skatistas profissionais. Possui também uma premiação anual o Skater of the Year (Skatista do ano) desde 1990.
De janeiro de 2006 até 2012 existiu outrossim uma versão em língua francesa para a Europa francófona, na qual foram publicados em parte artigos sobre a cena francesa/europeia, em parte artigos traduzidos da edição anglófona original.

## Skatista do ano (Skater of the Year)
- 1990 - Tony Hawk
- 1991 - Danny Way
- 1992 - John Cardiel
- 1993 - Salman Agah
- 1994 - Mike Carroll
- 1995 - Chris Senn
- 1996 - Eric Koston
- 1997 - Bob Burnquist
- 1998 - Andrew Reynolds
- 1999 - Brian Anderson
- 2000 - Geoff Rowley
- 2001 - Arto Saari
- 2002 - Tony Trujillo
- 2003 - Mark Appleyard
- 2004 - Danny Way
- 2005 - Chris Cole
- 2006 - Daewon Song
- 2007 - Marc Johnson
- 2008 - Silas Baxter-Neal
- 2009 - Chris Cole
- 2010 - Leo Romero
- 2011 - Grant Taylor
- 2012 - David Gonzalez
- 2013 - Ishod Wair
- 2014 - Wes Kremer
- 2015 - Anthony Van Engelen
- 2016 - kyle walker
- 2017 - Jamie Foy
- 2018 - Tyshawn Jones
- 2019 - Milton Martinez
- 2020 - Mason Silva[4]